# Youssef ben Makhlouf El Hintati
 (avril 2025).
Motif : Absence de sources secondaires centrées
- Archive Wikiwix
- Bing
- Cairn
- DuckDuckGo
- E. Universalis
- Gallica
- Google
- G. Books
- G. News
- G. Scholar
- Persée
- Qwant
- (zh) Baidu
- (ru) Yandex
- (wd) trouver des œuvres sur Wikidata

| 1. | Préciser le motif de la pose du bandeau. | Précisez le motif de la pose du bandeau en utilisant la syntaxe suivante : {{admissibilité à vérifier\|date=avril 2025\|motif=remplacez ce texte par le motif}}                                      |
| 2. | Informer les utilisateurs concernés.     | Pensez à avertir le créateur de l'article, par exemple, en insérant le code ci-dessous sur sa page de discussion : {{subst:avertissement admissibilité à vérifier\|Youssef ben Makhlouf El Hintati}} |

Youssef ben Makhlouf El Hintati est un cheikh almohade originaire de la tribu Hintata du Haut Atlas marocain. Membre du Conseil des Cinquante, il est le premier gouverneur almohade de Ceuta après sa nomination par Abd al-Mumin, à la suite de la soumission des habitants de la ville au chef almohade.
Quelque temps après la prise de Marrakech, de nombreuses révoltes éclatent au Maghreb al-Aqsa. À la suite de la défaite des armées almohades menées par le cheikh Abou Hafs Omar El Hintati contre les Berghouata, et pensant que Youssef ben Makhlouf voulait éliminer le savant imam très respecté de la ville Aboul-Fadl Ayad ben Moussa, les habitants de Ceuta se révoltent. Youssef ben Makhlouf et tous les Almohades de la ville sont massacrés.

#### Francophone
- Institut des Hautes Etudes Marocaines, Hespéris : Archives berbères et bulletin de l'Institut des Hautes Etudes Marocaines, 1930 (lire en ligne)